# Glenea spilota
Glenea spilota là một loài bọ cánh cứng trong họ Cerambycidae.